# Орден Лева і Сонця
О́рден Ле́ва і Со́нця  (перс. شیر و خورشید) — іранський орден, заснований Фетх Алі-шахом в 1808. За основу орденського знака взята зірка, аналогічна зірці ордена Почесного легіону Франції.

## Історія
Орден був широко відомий у Російській імперії, бо зв'язки з Іраном були дуже тісними. Орден для іноземців був дуже доступним — його отримували російські чиновники і військові при поїздках до Персії. Купці, які торгували з Іраном, могли купити патент у іранського консула. Іранські піддані нагороджувалися цим орденом рідко.
Варто відзначити, що знаки ордена, які присуджують іноземцям, відрізнялися від знаків іранських підданих. На знаках іноземців лев зображений мирним, лежачим на тлі висхідного сонця. Причому стрічки були зеленого кольору. На знаках іранських підданих лев зображений таким, що стоїть з мечем у лапі. Орденська стрічка могла бути блакитного, червоного і білого кольору.

## Ступені
- 1-й ступінь — знак Великого хреста являв собою восьмипроменеву срібну зірку, яку носили на лівій стороні грудей, і стрічку з зіркою через праве плече;
- 2-й ступінь — семипроменева зірка Великого Офіцера. Її також носили на лівій стороні грудей або в петлиці;
- 3-й ступінь — шестипроменева зірка Командора, яку носили на шиї;
- 4-я ступінь — Офіцерська п'ятипроменева зірка з розеткою з стрічок. Носили в петлиці;
- 5-й ступінь — Кавалерська чотирипроменева зірка без розетки. Її також носили в петлиці.

| 1-й ступінь             | 2-й ступінь    | 3-й ступінь | 4-й ступінь | 5-й ступінь | Медаль ордену |
| ----------------------- | -------------- | ----------- | ----------- | ----------- | ------------- |
| Кавалер Великого хреста | Великий офіцер | Командор    | Офіцер      | Кавалер     |               |
|                         |                | цевнтр      |             |             |               |